# المنصور بن أبي عامر

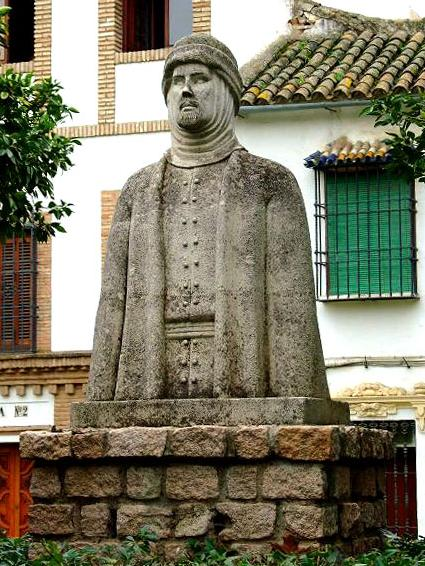
الخليفة الحكم المستنصر بالله في عهده بدأ محمد بن أبي عامر في الظهور.

أبو عامر محمد بن أبي عامر (الجزيرة الخضراء 327 - 392 هـ / مدينة سالم 938- 1002 م)، المشهور بلقب الحاجب المنصور هو عسكري وسياسي أندلسي ومستشارٌ للخلافة الأموية في الأندلس، وحاجب الخليفة هشام المؤيد بالله والحاكم الفعلي للخلافة.
ولد في قرية على مشارف طرش من عائلة ذات أصول يمنية، ذهب شابًا إلى قرطبة لتعلم الفقه. بعد بدايات متواضعة، دخل القصر وتدرَّج في المناصب في عهد الخليفة الحكم المستنصر بالله، ونال ثقةَ زوجة الخليفة صبح البشكنجية أم الخليفة هشام المؤيد بالله، التي كانت وصيةً على عرش ولدها بعد وفاة زوجها الحكم. بفضل هذه الحماية وكفاءته، قام بسرعة بجمع العديد من المناصب. فقد شغل في خلافة الحكم الثاني مناصبَ إدارية مهمة، مثل مدير دار سك العملة، ووكيلاً لعبد الرحمن أول أولاد الخليفة، ثم وكيلا لهشام بعد وفاة عبد الرحمن. وولي خطة المواريث، ثم صار قاضيًا على أشبيلية ولبلة وأعمالهما. كانت وفاة هذا الخليفة عام 976 إيذانا ببدء عهد الخلافة الذي سيطر عليها. فقد عاونت صبح الحاجب المنصور على إقصاء جميع منافسيه، وهو وما أحسن استغلاله لأبعد مدى، بل وذهب إلى أبعد من ذلك بأن حجر على الخليفة الصبي، وقيّد سلطته هو وأمه.
بصفته حاجبا للخلافة، فقد مارس سلطة غير عادية في الخلافة الأندلسية، في جميع أنحاء شبه الجزيرة الأيبيرية وفي جزء من المغرب العربي. وقام بتأسيس دولة داخل دولة وعُرفت تلك الدولة باسم الدولة العامرية، وتمثَّلت بفترة حجابته للخليفة المؤيد بالله هو وأبناءه عبد الملك المظفَّر وعبد الرحمن شنجول، وقام بإرساء قواعد الحكم لأبناءه، إلا أن الأمر لم يستمر طويلاً حيث انتهت سيطرتهم على حكم الأندلس بعد أقل من عقد من الزمن على وفاته، بعد أن ساد الأندلس فترة من الاضطرابات التي نتجت عن التصارع على الخلافة.
بعد أن تمكن الحاجب المنصور من مقاليد الحكم التفت إلى توسع الدولة شمالاً، فحرّك بحملاته العسكرية حدود الممالك المسيحية في الشمال إلى ما وراء نهر دويرة، فبلغت الدولة الأموية في الأندلس أوج قوتها في عهده. فقد نجحت غزواته ضد الممالك المسيحية وفي وقف تقدمهم نحو الجنوب مؤقتًا. على الرغم من انتصاراته العسكرية الوفيرة، إلا أنه بالكاد استعاد الأراضي.

## نشأته

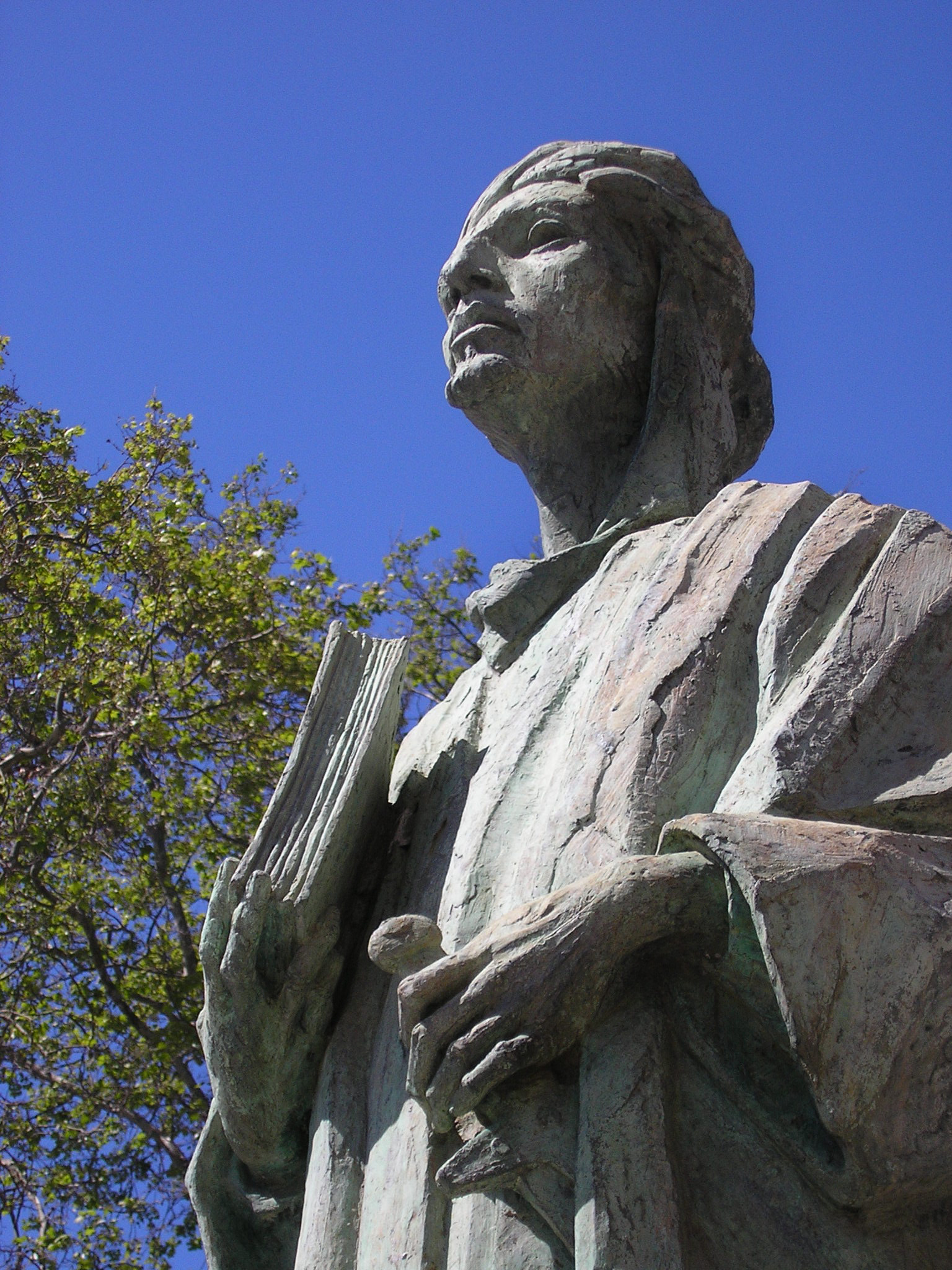
تمثال للحاجب المنصور نُصب في الجزيرة الخضراء سنة 2002 م، احتفالاً بالذكرى الألفية لوفاته.

ولد أبو عامر محمد بن أبي حفص عبد الله بن محمد بن عبد الله بن عامر بن أبي عامر محمد بن الوليد بن يزيد بن عبد الملك المعافري. سنة 327 هـ / 939 م في الجزيرة الخضراء في بيت من أعيان تلك المدينة. كان أبوه عبد الله من أهل التقى والورع، وقد مات في رحلة عودته من الحج ودفن في طرابلس. أمه هي بُريهة بنت يحيى بن زكرياء التميمي من أهل بيت من أشراف قرطبة يسمون ببني برطال. جده لأمه يحيى بن إسحاق وزير وطبيب الخليفة عبد الرحمن الناصر لدين الله. وجده عبد الملك المعافري كان من الداخلين للأندلس مع طارق بن زياد. ونال مكافأة على أدائه المتميز في فتح كارتيا بأن نال مزرعة في طرش، التي تتبع كورة الجزيرة الخضراء بالقرب من مصب نهر جواديارو. ومع ذلك كانت الأسرة متوسطة الحال ومتواضعة وريفية.
قدم محمد بن أبي عامر إلى قرطبة شابًا لطلب العلم والأدب والحديث، فدرس الأدب على يدي أبي علي البغدادي وأبي بكر بن القوطية، والحديث على يدي أبي بكر بن معاوية القرشي راوي النسائي. ولكن وفاة والده وظروف الأسرة السيئة أدت إلى تخليه عن دراسته، وبدأ بممارسة مهنة كاتب عدل. فبدأ حياته بفتح دكان بجوار قصر الخليفة ومسجد قرطبة يكتب فيه الرسائل والعرائض لأصحاب المصالح، فلفت نظر من في القصر بأسلوب كتابته وبجزالة عباراته.

## تدرجه في المناصب
التحق ابن أبي عامر بخدمة الخليفة الحكم المستنصر بالله عندما رشحه الحاجب جعفر بن عثمان المصحفي ليكون وكيلاً لعبد الرحمن أول أولاد الخليفة، وهو ما عينه عليه الخليفة بموافقة من أم عبد الرحمن صبح البشكنجية، فعُيّن لذلك في 9 ربيع الأول 356 هـ، ثم ولاّه دار السكة في 13 شوال 356 هـ، ثم ولي خطة المواريث في 7 محرم 358 هـ، فقاضيًا على أشبيلية ولبلة وأعمالهما في 12 ذي الحجة 358 هـ. وبعد وفاة عبد الرحمن صغيرًا، بقي في خدمة أم الخليفة إلى أن أنجبت ولدها الثاني هشام، فأصبح وكيلاً لهشام في 4 رمضان 359 هـ. وفي جمادى الآخرة 361 هـ، جعله الخليفة الحكم على الشرطة الوسطى.
في هذا الوقت تقريبًا تزوج من أخت رئيس حرس الخليفة. فبدأ يثري نفسه، فبنى لنفسه منزلًا في الرصافة، بالقرب من القصر القديم لعبد الرحمن الأول، وفي فترة خدمته لصبح البشكنجية، لجأ إلى استمالتها بحُسن خدمتها وإتحافها بالهدايا، والتي أشهرها نموذجًا مبهرًا لقصر من الفضة أنفق عليه قدرًا كبيرًا من المال، وأهداه إليها في الفترة التي ولي فيها دار السكة. مما أثار ذلك عددًا من رجال الدولة الذين رأوا في صعوده في المناصب ما يقلقهم، فاتُهِم لدى الخليفة بالاختلاس من مال السكة، فأمر الخليفة بالتحقق من ذلك، وكان ابن أبي عامر قد أنفق منه بالفعل، فلجأ إلى صديقه الوزير ابن حُدير ليقرضه ما نقص من أموال السكة، فأقرضه المال الذي سد به العجز. ولكن مع ذلك فقد عُزل عن منصب رئيس دار سك العملة في جمادى الأولى 361 هـ/ مارس 972 م، ولكنه حافظ على باقي المناصب بما فيها الوكيل لولي العهد هشام المؤيد بالله.
ثم أنفذه في شوال 362 هـ / 973 م بأموال كثيرة إلى المغرب، حيث تم تكليفه بالجوانب اللوجستية والإدارية والدبلوماسية لحملة الخلافة ضد الأدارسة ولاستمالة زعماء البربر إلى جانبه، ثم أرسل مرسومه بتوليته قاضيًا لقضاة عدوة المغرب. كانت أهمية الحملة في المغرب، وكون المنصور قاضي إشبيلية ومسؤولاً عن منشآتها، فسهّل ثقة الخليفة وحاجبه من نيله تلك المسؤولية. وأعطيت له سلطة الحكم على الأهالي والعسكر والإشراف الكامل على الحملة. ومن مهامه الأساسية استمالة أعيان المنطقة بالهدايا الرسمية لكسب ولائهم للخليفة. فكانوا إلى جانبه في انتصاراته العسكرية تقويض مواقع العدو. ولكنه بعد انتصاره على الأدارسة عاد مريضًا إلى بلاط قرطبة في ذي الحجة 363 هـ / سبتمبر 974 م. وبعد تعافيه استئنف مهامه. ولكنه لم يعد إلى شمال إفريقيا أبدًا. أتاحت له خبرته بالإشراف على القوات المجندة في الحملة المغاربية الفرصة لتقدير الفائدة السياسية المحتملة لهؤلاء إذا حقق سيطرته. فأقام علاقات مع زعماء القبائل في المنطقة ومع والد زوجته المستقبلي القوي غالب، الذي أدار الجوانب العسكرية للعملية. لقد كانت قدرته على إدارة الجوانب التنظيمية والمالية للحملة، معترف بها على نطاق واسع ومكافأتها بعدها بأشهر بإعادة تعيينه على رأس دار سك الخلافة، وهو بداية نجاحه السياسي. في الأشهر الأخيرة من مرض الحكم عيّنه قائدا للشرطة، وهو المنصب الثاني بعد الوزير الأول المصحفي، التي احتوى الجزء الأكبر منها من البربر الذين جلبهم الخليفة من المغرب لتشكيل قوة موالية له تضمن وصول ابنه الصغير إلى عرش الخلافة.

## انفراده بالسلطة

### وفاة الحكم والقضاء على الانقسام
كانت وفاة الخليفة الحكم الثاني في صفر 366 هـ / أكتوبر 976، وإعلان ابنه هشام خليفة طفرة في حياة المنصور السياسية. كما أنه أيضًا مثل حدثًا حاسمًا في تاريخ الخلافة، والتي منذ ذلك الحين تميزت بهيمنته واحتوائه التدريجي على الخليفة الأموي الثالث. وقد مرت الأندلس في ذاك الوقت بأزمة خلافة خطيرة، لأن الخليفة المعين هشام المولود سنة 354 هـ/965 م أصغر من أن يحكم، فهو بالكاد بلغ ثماني أو تسع سنوات عندما ربطه والده بالحكم سنة 364 هـ / 974م، وبالتالي كان قاصرًا عند وفاة والده. كان هذا وضعًا استثنائيًا لأنه لم بحدث من قبل أن كانت الإمارة أو الخلافة في يد قاصر. ورفضت بعض مدارس الفقه الإسلامي وصول قاصر إلى منصب الخليفة، لكن التقليد الأموي الأندلسي عزز نقل الإرث من الأب إلى الابن. وعلى الرغم من جهود الحكم في سنوات حكمه الأخيرة من خلال ربطه به لضمان خلافته من بعده، إلا أن البيئة العامة في ذلك الوقت كانت منقسمة. فالحاجب المصحفي أيد تعيين وصي على الخلافة، بينما رغب الصقالبة إعطاء اللقب إلى المغيرة عم هشام وهو بعمر السابعة والعشرين.
فبعد وفاة الخليفة الحكم، كان لدى صقالبة القصر خطة تهدف إلى تنحية وليّ العهد الصبي هشام، وتولية عمه المغيرة بن عبد الرحمن الناصر لدين الله بدلاً منه. وفي سبيلهم لتنفيذ ذلك، استدعى زعماؤهم الحاجب جعفر بن عثمان المصحفي وأنبؤوه بخبر وفاة الخليفة، ومخططهما بتولية المغيرة. تظاهر المصحفي بموافقتهم، وعمل من جانب آخر على إفشال ذاك المخطط خشية أن يزيد نفوذ الصقالبة في القصر. انصرف المصحفي من القصر، وقرر مع عدد من كبار رجال الدولة وزعماء البربر من بني برزال، ضرورة التحرك السريع لإفشال هذا المخطط، وكان القرار يقتضي قتل المغيرة بن عبد الرحمن نفسه لقطع السبيل أمام مخطط الصقالبة. تولى محمد بن أبي عامر تنفيذ ذلك القرار، فاقتحم قصر المغيرة ومعه مئة جندي، وأبلغه بوفاة الحكم وتنصيب هشام الثاني خليفة له؛ فأظهر عم هشام الولاء له، فتردد المنصور ولكن أصر المصحفي وطالبه بوجوب اغتيال المغيرة مهما كان الأمر قائلا:«غررتنا من نفسك، فأنفذ لشأنك أو فانصرف نرسل سواك». فدفع إلیه المنصور برجال فقتلوه خنقا أمام زوجته ثم شاعوا أنه قتل نفسه وكان عمره یومئذ 27 سنة. وهكذا انتهي الأمر بقتل مرشح الصقالبة، وتنصيب ولي العهد هشام خلفًا لأبيه. حيث اعتمد المصحفي على الحرس البربر الذي أنشأه الحكم لابنه لمواجهة الصقالبة. فدبت بعدها الوحشة بين الحاجب المصحفي والصقالبة بعد فشل مخططهم، فبدأوا في كيد المؤامرات ضده، فلجأ إلى تقسيمهم، فكان نصيب ابن أبي عامر منهم خمسمائة فتى. ولكي يستميلهم أغدق المنصور عليهم وأجزل لهم العطاء، فأحبوه واستقوى بهم، ثم ما لبث أن انضم إليه بنو برزال وهم من زعماء البربر وصاروا تحت قيادته، فاشتدّت بهم قوته.
استلم هشام الثاني الخلافة في صفر 366 هـ / أكتوبر 976 ولقب المؤيد بالله. وشارك المنصور في مراسم جمع الأعيان لأداء قسم الولاء أمام القاضي. وبعدها بستة أيام عين هشام المصحفي حاجبا والمنصور مندوبًا للحاجب، وقد بلغ من العمر حينها 36 عامًا. والمنصب ذو أهمية فريدة كحلقة وصل بين والدة الخليفة الجديد -بممارسة إدارة الحكم أمام الصبي هشام- والإدارة التي رأسها المصحفي، المكونة منه والمنصور وغالب قائد الجيش. ولتحبيب السكان بالخليفة الجديد وتعزيز مكانته بينهم، ألغيت ضريبة زيت الزيتون التي كان الناس بقرطبة يشكون منها.

### عجز المصحفي وانهائه

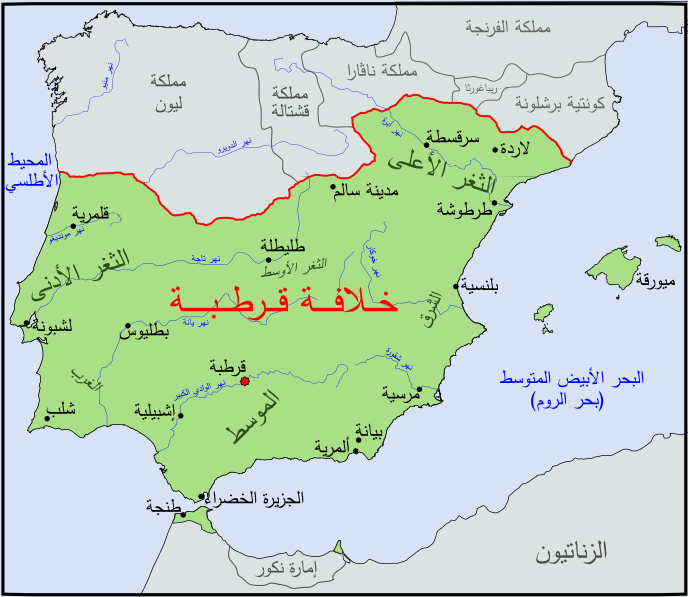
خريطة لخلافة قرطبة توضح أماكن وجود الثغور الأدنى والأوسط والأعلى

فبينما تمكن تحالف المصحفي والمنصور من تقويض قوة الصقالبة التقليدية في البلاط، إلا أن سرعان ما تدهورت العلاقات بينهما. فقد عجز الحاجب من مواجهة أزمة هيبة الخلافة بسبب مكائد التوريث والتوغلات المسيحية التي كادت أن تصل سنة 365 هـ / 976 م إلى العاصمة قرطبة. فقد هاجمت كونتية قشتالة قلعة رباح بين طليطلة وقرطبة، مستغلة ظروف التناحر السياسي في العاصمة بعيد وفاة المستنصر. ولم تدرك قشتالة أنها خدمت في هجومها هذا مصلحة المنصور، ونقلته إلى القمة بشكل غير مباشر. فقد كانت المحنة التي نزلت بالقلعة في منتهى الشدة، وتركت صداها في العاصمة، دون أن يحرك الحاجب ساكنا. فأشار ابن أبي عامر على المصحفي أن يقود الجيش لمنازلتهم، فجهزه بمائة ألف دينار، وأمره بقيادة الجيش. فقد كان المنصور على عكس الحاجب، يميل إلى الرد العسكري على الغارات المسيحية وكان على استعداد لقيادة الجيش للانتقام. في حين كان المصحفي يميل إلى إستراتيجية دفاعية في الرد العسكري. وعلى الرغم من القوة العسكرية لقرطبة، إلا أنها كادت أن تسلم الأراضي الواقعة شمال نهر يانة إلى الدول المسيحية. وبفضل تأثير صبح حصل غالب الناصري على حكم الثغر الأدنى وقيادة جيوش التخوم.
وفي 3 رجب 366 هـ / فبراير 977م غادر العاصمة في حملته الأولى نحو أراضي قشتالة، حيث لا يزال يتبع إستراتيجية احتواء الدول المسيحية التي تم الحفاظ عليها خلال العهد السابق. ففي تلك الحملة حاصر حصن الحامة، وتمكن من نهب ضواحي شلمنقة بانيوس دي ليديسما وأسر ألفي سجين أحضرهم إلى قرطبة بعد 53 يومًا، على الرغم من أنه لم يستولي على أي حصن. فتعززت مكانته داخل الدولة ليبرهن أمام الشعب قدراته العسكرية إضافة إلى ما عرفوه من قدراته الإدارية.
بعد عودته إلى قرطبة، بدأ محمد بن أبي عامر في التخطيط لإزاحة الحاجب جعفر المصحفي من طريقه إلى قمة السلطة، فاستغل سوء العلاقات بين جعفر المصحفي وغالب الناصري صاحب مدينة سالم بسبب اتهام جعفر لغالب بالتقصير في الدفاع عن الحدود الشمالية أمام حملة الممالك المسيحية في الشمال على حدود الدولة بعد وفاة الخليفة، كما استغل حسن علاقته بصبح أم الخليفة التي كانت تساعده على إنفاذ ما بدا له من مراسيم باسم الخليفة، وشاعت شائعات بأن حبًّا عظيمًا نشأ بين صبح ومحمد بن أبي عامر، حتى ذهب البعض إلى زواج ابن أبي عامر من أم الخليفة في السر.
وفي يوم الفطر عام 366هـ /976م خرج المنصور بجيشه والتقى بجيش غالب في مجريط، وافتتحا معًا حصن مولة وغنما فيها الكثير، وكان فضل الانتصار يعود إلى غالب، ولكنه تنازل ونسب الانتصار للمنصور وبعث للخليفة ينبئه بحسن تدبير المنصور في تلك الحملة، فارتفعت أسهمه لدى القصر والعامة على حد سواء. ثم أقنع حليفته صبح أم الخليفة، باستصدار مرسوم خلافي من ابنها بعزل محمد بن جعفر المصحفي من حكم ولاية قرطبة، وتوليته حاكمًا عليها بالإضافة إلى منصب قائد جيش المدينة. وبذلك سیطر على الجیش والحكومة معا، وكانت المدینة حینها تعاني من اضطرابات أمنیة وذیوع الفساد والفسق، فضبط أمرها.
لجأ جعفر لوسيلة يوقف بها هذا التحالف بين غريميه غالب والمنصور، بأن طلب يد أسماء بنت غالب للزواج من ابنه محمد بن جعفر، فأسرع المنصور لإفشاله بأن طلب أسماء لنفسه، وهو ما وافق هوى غالب فأنكحها له، فتم الزواج في شهر محرم 367 هـ / 977م. وفي صفر من نفس العام خرج المنصور في غزوته الثالثة، فاجتمع بصهره غالب في طليطلة، فتوجها نحو مدینة شلمنقة وما جاورها، فاقتحما حصن المال وحصن رنیق، وعادا سويًا من تلك الحملة إلى قرطبة بالغنائم حيث تم زفاف أسماء إلى ابن أبي عامر من قصر الخلافة، وأصدر الخليفة أمره برفع القائد غالب لرتبة الحجابة بالمشاركة مع الحاجب جعفر المصحفي، وهو ما عدّه جعفر انتقاصًا من سلطته. وفي 13 شعبان 367 هـ / 26 مارس 978م أتت نكبة الخليفة لجعفر المصحفي بأن أصدر مرسومه بإقالة الحاجب جعفر المصحفي، وسجنه هو وأبنائه وأقاربه ومصادرة أموالهم. شدد المنصور في التنكيل بالمصحفي والنكاية به، حتى أنه كان يحمله معه مكبلاً في غزواته، ثم زجه في السجن، فظلّ في محبسه في الزهراء لأعوام إلى أن مات مسمومًا وقيل مخنوقًا في سجن المطبق بالزهراء سنة 372 هـ / 983م، وأسلم إلى أهله وهو في أقبح صورة.
اندلع سخط على النظام الجديد للخلافة والوصاية، فقامت ثورة جديدة نظمها بعض أبناء الأسرة الأموية في العاصمة سنة 368هـ / 978م، حيث أراد المتآمرون استبدال هشام بأحد أبناء عمومته، فشلت محاولة مرتجلة لطعن الخليفة حتى الموت، فأدى ذلك إلى قمع وحشي للمتآمرين بإصرار من صبح والمنصور - لم يخل من التغلب على مقاومة بعض فقهاء مهمين-. وضع هذا حدًا لمحاولات استبدال الخليفة بعضو آخر من الأسرة الأموية، فهرب العديد من أفرادها من العاصمة، أم من بقي فكان تحت المراقبة الدقيقة. ثم قام المنصور في العام التالي ببناء سكن جديد محصن بمدينة الزهراء. -استمر العمل به حتى 989—، حيث سكنت فيه القوات الموالية له وجزء من إدارة الدولة، وشكل حوله قصر فخم، بالإضافة إلى ذلك، ولتهدئة شعور العلماء بالضيق من قمع المتآمرين ضد هشام والمقربين منه (وهي مؤامرة تورط فيها البعض من العلماء)، أنشأ لجنة لتطهير مكتبة الحكم، واحرق كتب الفلسفة في مكتبة الحكم.
بعد أن استفرد بالحجابة لوحده، قام في الصيف بتوجيه حملة جديدة، هذه المرة في الشمال الشرقي ضد بامبلونا وبرشلونة، واستمرت الحملة أكثر من شهرين. وقام في الخريف بغارة جديدة باتجاه ليديسما، واستمرت أكثر من شهر بقليل. وفي مايو من العام التالي قاد حملة جديدة في هذه المنطقة، وخلال الصيف أغار على سيبولفيدا. وفي سبتمبر 979 أرسل من الجزيرة الخضراء مساعدة إلى سبتة التي حاصرها بلقين بن زيري والي الفاطميين على المغرب لمحاربة ولاة الأمويين في المغرب الأقصى، والتي أضحت بعدها مركز السياسة المغربية للمنصور.

### المواجهة مع غالب الناصري
كان مؤشر العهد الجديد الذي تزعمه المنصور محمد بن أبي عامر هو نزعته الفردية العنيفة، حيث لا يتردد في استعمال مختلف الوسائل من اجل تحقيق أهدافه السياسية دون تهيب أو وجل. فبالسهولة وهدوء الأعصاب التي قضى بهما على المغيرة بن عبد الرحمن مرشح الحرس الصقلبي للخلافة، قضى على منافسه المباشر جعفر المصحفي ليأخذ مكانه في كرسي الوزارة، وبالطريقة نفسها سيلجأ إلى تحطيم قوة خصمه الآخر غالب الناصري بعد انتهاء التحالف المرحلي بينهما، ولا يتورع من الاصطدام بسيدة القصر صبح التي هي وراء نجاحه، فلا يكون هناك قوة غير قوته ولا سلطانًا غير سلطانه.
بعد سحق المعارضة داخل القصر، سرعان مااصطدم القائدان. فلم يرض غالب الناصري قائد الجيش العجوز من الخضوع لابن أبي عامر، الذي كرس نفسه لتعزيز سلطته والسيطرة على الخليفة. فقد اعتقد غالب أن مناورات حليفه، مثل بناء قصره الفخم الجديد، وتعزيز وحداته العسكرية بالبربر، وسيطرته المتزايدة على الخليفة  بأن ذلك في النهاية سيضر بالخلافة الأموية. من جانبه اعتبر ابن أبي عامر أن استمرار مكانة والد زوجته العسكرية تضعف من قوته العسكرية، على الرغم من حملات الانتصار المتتالية. ومن أشهر حملات المنصور على الأراضي المسيحية كانت حملته الرابعة ضد مملكة ليون في عهد الملك راميرو الثالث سنة 370 هـ / 981م حيث حاصر مدينة سمورة، ولكنه تراجع في ذي الحجة 370 هـ / 981م ليواجه تحالف جيوش راميرو الثالث ملك ليون وغارسيا فرنانديث كونت قشتالة وسانشو الثاني ملك نافارا، في معركة حصن روطة وهزمهم هزيمة قاسية، أتبعها باحتلال حصن شنت منكش. وقد نتج عن تلك الهزيمة وما سبقها من هزائم متوالية أن خلع الليونيون ملكهم راميرو الثالث، وجعلوا محله ابن عمه برمودو الثاني الذي لجأ إلى التحالف مع المنصور على أن يدفع له جزية سنوية، ويمده المنصور بجيش يقيم في عاصمته ليون يقاتل به خصومه.
كان المنصور يخشى ثورة القائد غالب الناصري عليه لأنه يعرف له مقدرته ومهارته العسكرية التي يتمتع بها لأنها تفوق مقدرته هو نفسه. فما كان للمنصور إلا أن جعل عنده ندا له، وهذا الند كان جعفر بن علي بن حمدون الأندلسي أحد زعماء بني برزال البربرية الذي برز في الصراع بين الفاطميين والأمويين على المغرب الأقصى. فاستدعاه المنصور إلى قرطبة، فدخلها جعفر بجيش كبير من البربر قدر عددهم بـ 600 مقاتل بعد أن استخلف أخاه يحيى على المغرب، فأسكنه المنصور في قصر العقاب، واصدر له مرسوما من الخليفة بتوليته الوزارة. وقد طلب المنصور المدد من الجنود من العدوة المغربية استعدادًا لمواجهة القائد غالب.
وعندما علم القائد غالب بوصول جعفر بن حمدون مع جيشه إلى الأندلس أدرك مخطط المنصور للإطاحة به، فأراد التخلص منه بسرعة. فدعاه وهو ذاهب في إحدى حملاته إلى قشتالة على وليمة في أنتيسة إحدى مدن الثغر الأدنى سنة 370 هـ / 981م. ولما قدم إليه المنصور، انفرد غالب بالاجتماع معه، وأخذ يعاتبه على سياسته في الدولة وحجر هشام في القصر. واشتد النقاش بينهما، فما كان من غالب إلا أن أخرج سيفه وضرب المنصور فأصابه بجراح بسيطة في أصابعه وصدغه، وكاد أن يقتله لولا أن المنصور استطاع أن يفر من أمامه ويركب فرسه هاربا من القلعة. بقي غالب في قلعة أنتيسة، أما المنصور فقد رد بمهاجمة مدينة سالم حيث قصر القائد غالب وأسرته، فاستولى عليها وعلى جميع ممتلكاته من الأموال ووزعها على جيشه. وقد انهت مواجهة المنصور مع غالب المحصن في أنتيسة حملته الكبيرة ضد قشتالة التي كان من المفترض أن تكون الثانية له منذ 366 هـ/ 977م. وعاد إلى قرطبة وهو ينوي التجهيز لقتال غالب، الذي استعان بقوات راميرو غارسيز ملك بقيرة.
وبعد عودة المنصور إلى قرطبة أخذ يتأهب للاستعداد لخوض حرب عنيفة ضد صهره غالب، ولما اكتمل له ذلك سار بجيشه إلى مدينة سالم لملاقاته. وعندما اقترب منها، خرج إليه القائد غالب في جيش كبير وفيه عدد ضخم من النصارى من البشكنس بقيادة ملكهم راميرو. ونزل المنصور حصن شنت بجنت (بالإسبانية: San Vicente) بالقرب من أنتيسة في يوم الخميس 2 محرم 371هـ / 14 يوليو 981. تولى ابن أبي عامر قيادة القلب، بينما تولى أبي يعفر بن علي الزعبي وأخيه يحيى قيادة الميمنة التي كانت من البربر، والميسرة بقيادة أحمد بن حزم وأبي الأحوص معن بن عبد العزيز التجيبي والحسن بن عبد الودود السلمي. وقاد غالب ذي الثمانين عامًا بنفسه الهجوم الأول على البربر في ميمنة جيش ابن أبي عامر وكسرها. ثم هاجم الميسرة وفرّقهم. ثم دعا غالب ربّه قائلاً: «اللهم إن كنت أصلح للمسلمين من ابن أبي عامر فانصرني، وإن كان هو الأصلح لهم فانصره.» ثم هزّ فرسه وتحرك في جانب المعسكر، ولمّا طال غيابه، تفقّده رجاله فوجدوه ملقى على الأرض ولا أثر لجرح فيه. مما تسبب في اضطراب في جيشه، وفرّ جانب كبير من جنده. حينها أوقع جند ابن أبي عامر هزيمة كبيرة بجنود حلفاء غالب المسيحيين. استطاع غارسيا أن يفر، فيما وجد راميرو بين القتلى.

### الحجر على الخليفة وأمه
بقي أمام ابن أبي عامر خطوة أخرى، وهي عزل الخليفة الشرعي نفسه، فأشاع بين الناس أن الخليفة فوّضه إدارة البلاد لتفرغه للعبادة، ثم أحاط قصر الخليفة بسور وخندق، ووضع عليه الحرّاس ومنع الخليفة من الظهور. أدركت صبح التهديد المحدق بعرش ابنها، غير أنه بعد أن تمكن محمد بن أبي عامر من كل السلطات، لم يعد في قدرة صبح مواجهته مباشرة، فأشاعت بين العامة أن المنصور يسجن الخليفة ويحكم رغمًا عنه ويغتصب سلطته. ثم راسلت زيري بن عطية حاكم المغرب لنصرة ولدها، وأرسلت أموالا إليه ليجهز جيشه ويعبر إلى الأندلس. علم المنصور بذلك المخطط، فلجأ أولاً إلى رفع يدها عن أموال خزائن قصر الخليفة التي كانت تقوم بتهريبها بواسطة فتيانها، فأرسل ابن أبي عامر ابنه عبد الملك بقوة وجمع من العلماء والوزراء إلى قصر الخلافة بقرطبة، وخاطب الخليفة هشام في أمر الأموال التي تهربها والدته، وطلب أن تنقل كل الأموال من قصر الزهراء إلى قصر الزاهرة، فلم يمتنع. وبعد أن جفت الأموال من بين يدي صبح، يئست من قدرتها على استرجاع سلطة ابنها، فاعتزلت الحياة السياسية حتى وفاتها حوالي عام 390 هـ.
وفي عام 371 هـ، تسمّى محمد بن أبي عامر بلقب «المنصور»، ودُعي له على المنابر. وفي عام 379 هـ، تعاون عبد الرحمن بن المطرف التجيبي صاحب سرقسطة مع عبد الله بن الحاجب المنصور على الانقلاب على المنصور على أن يُقسّما الملك بينهما فتكون الثغور لعبد الرحمن والبقية لعبد الله، إلا أن المنصور علم بما يدبرانه، فدبّر مكيدة لعبد الرحمن قُتل على إثرها في 12 ربيع الأول 379 هـ، وحبس ابنه الذي استطاع أن يفر من محبسه، ولجأ إلى غارسيا فرنانديث كونت قشتالة، فغزاه المنصور وطالبه بابنه فرفض غارسيا، فهزمه واجتاح المنصور ألبة، واستولى على وخشمة، فاضطر غارسيا لمفاوضة المنصور وقبول شرطه بتسليم ابنه عبد الله، ثم دسّ المنصور على ابنه لقتله وذلك 14 جمادى الآخرة 380 هـ، ثم بعث المنصور برأس ابنه وكتاب الفتح إلى الخليفة، فازدادت رهبة الناس من المنصور بقتله ابنه. وفي عام 381 هـ، قدّم المنصور ابنه عبد الملك للولاية، ونزل له عن لقب الحجابة، كما استوزر ابنه عبد الرحمن. اتجه المنصور كذلك، للاستكثار من جند البربر في جيشه، وخاصة من زناتة الذين عبروا إلى الأندلس، واتخذ منهم جندًا كثيفًا.

## حملاته

### المغرب
في عام 375 هـ، جهّز المنصور جيشًا كثيفًا لقتال الحسن بن كنون الذي تمرد على الأمويين في المغرب وتجمّع حوله أناس كثيرون، فلم يجد الحسن أمامه سوى الاستسلام أمام ذلك الجيش، فقرر قائد الجيش حمله إلى قرطبة، إلا أن المنصور أمر بقتله وهو في الطريق، وبإخراج الأدارسة من المغرب. ثم تمرّد بعد ذلك زيري بن عطية المغراوي على الأمويين في المغرب في عام 387 هـ، فأرسل له المنصور جيشًا بقيادة الفتى واضح العامري، فقامت بينهما معارك كبيرة، انهزم فيها الجيش الأندلسي، فأرسل المنصور ابنه عبد الملك بجيش آخر، وانتقل المنصور بنفسه إلى الجزيرة الخضراء لإدارة الحرب وإمداد قادته في المغرب بالقوات، وقد استطاع جيش عبد الملك أن ينتصر على جيش زيري رغم أن الأخير كان قد اقترب من النصر لولا خيانة تعرض لها زيري بتدبير من المنصور، حيث طعنه ابن عمه الخير بن مقاتل برمح في ظهره أثناء المعركة، فتسببت إصابة زيري في إرباك جيشه وهزيمته وفراره في بعض جنده. وبعد أن شفي من جراحه، أظهر زيري الندم، وتوسّع شرقًا في أراضي قبائل صنهاجة الموالية للفاطميين باسم الخليفة هشام المؤيد بالله، وهو ما قبله منه المنصور، فعفا عنه وأقره على ما بيده حتى توفي زيري، فأبقى المنصور ما له لولده المعز بن زيري.

### الممالك المسيحية

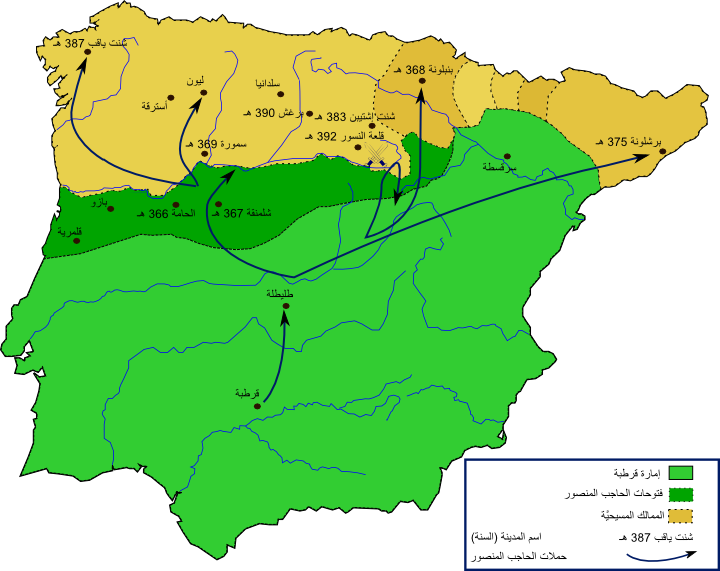
خريطة توضح خط سير المنصور في حملاته، ووجهاته التي سلكها في تلك الحملات، والأراضي التي ضمها للدولة في عهده (باللون الأخضر الغامق).

تعدّدت حملات محمد بن أبي عامر، فلم يكتف كسابقيه بالحملات الصيفية فقط، بل وكانت له حملاته الشتوية، التي من خلالها استعاد مدن لُكّ وشلمنقة وشقوبية وآبلة وسمورة التي فقدها المسلمون في بداية عهد الدولة الأموية في الأندلس عندما استغل فرويلا الأول ملك أستورياس انشغال عبد الرحمن الداخل بإخضاع الثورات الداخلية في الأندلس في عهده، وضمّ فرويلا تلك المدن. تعدّدت وجهات تلك الحملات، وقد ذكر لنا المؤرخون منها غزواته على حصن الحامة في رجب 366 هـ، وحصن مولة في شوال 366 هـ، وشلمنقة في صفر 367 هـ وفي ربيع الأول 373 هـ، وريف مملكة نافارا وكونتية برشلونة في شوال 367 هـ، والمُنية في ربيع الآخر 370 هـ، وقلعة أيوب وأنتيسة في ذي القعدة 370 هـ، وسمورة في رمضان 373 هـ، وطرنكوشة في ربيع الآخر 371 هـ.
ثم كانت للمنصور حملات أخرى على شنت منكش في محرم 373 هـ، وشقرمنية في جمادى الأولى 373 هـ. في ذي الحجة 374 هـ، غزا المنصور برشلونة وهزم بورل الثاني كونت برشلونة، ودخل المدينة عنوة في 15 صفر 375 هـ، بعد أن حاصر المدينة بجيش عظيم من البر وبأسطوله من البحر لم يستطع بورل الثاني مقاومته، فاضطر إلى الهرب وترك المدينة لقدرها، ولم تمض أيام حتى سقطت المدينة فدمّرها المنصور وقتل عددًا كبيرًا من الناس. وفي صفر 376 هـ، غزا ألبة وليون وشلمنقة وحاصر سمورة ثم صالحهم، ثم غزا قندبخشة في جمادى الآخرة 376 هـ، وقلمرية في 378 هـ وبنبلونة عام 379 هـ.
وعقابًا لغارسيا فرنانديث كونت قشتالة على مساعدته لولده عبد الله بن المنصور في تمرده على أبيه، حرّض المنصور سانشو بن غارسيا على التمرد على أبيه بمساعدة بعض نبلاء قشتالة. دارت بين سانشو وأبيه عدة معارك سانده فيها المنصور، انتهت تلك المعارك بمقتل غارسيا عام 385 هـ، وخضوع سانشو للمنصور وأدائه الجزية للمسلمين. وقد استغل المنصور تلك الحرب الأهلية بين غارسيا وولده، وضم شنت إشتيبن وقلونية. إلا أن أكبر غزواته كانت تلك التي بدأها في 24 جمادى الآخرة 387 هـ بغزو جليقية، حيث بدأ بغزو قورية ثم بازو وقلمرية، وفي الطريق انضمت إليه إليها قوات مناطق الثغور والكونتات المحليين بقواتهم الذين آثروا تجنب مواجهة جيشه، كما صاحبه أسطول بحري كان المنصور قد أمر ببنائه في قصر أبي دانس. فاجتاح المنصور بجيشه جليقية، حتى بلغ مدينة شنت ياقب التي بها ضريح القديس يعقوب بن زبدي وهي من الأماكن المقدسة عند مسيحيي الغرب، فبلغها في 2 شعبان وقد وجد أهلها قد غادروها، فأمر بهدم المدينة ما عدا الضريح، واستولى على كنوزها، ثم بعث السرايا للمناطق المجاورة والتي تابعت مسيرها حتى وصلت إلى شاطيء الأطلسي عند مدينة قرجيطة، ثم توجّه جنوبًا لغزو أراضي برمودو الثاني ملك ليون، وعند لميقة سمح لحلفائه من الكونتات المسيحيين بالعودة إلى بلادهم بعد أن أغدق عليهم عطاياه، وعاد هو إلى قرطبة ومعه آلاف الأسرى والغنائم.
وفي عام 390 هـ، تحالف أمراء من البشكنس وقشتالة وليون بقيادة سانشو غارسيا كونت قشتالة على قتال المنصور والتفاني في ذلك، فسار المنصور عبر أراضي قشتالة لقتالهم، فعسكر التحالف في صخرة جربيرة وهي موقع وعر وحصين، فوافاهم المنصور إلى تلك المنطقة، والتقى الجيشان في 24 شعبان 390 هـ، وبادر سانشو بالهجوم على ميمنة وميسرة جيش المنصور اللتان أصابهما الخلل ولولا ثبات القلب بقيادة ولدي المنصور عبد الملك وعبد الرحمن وجنودهما من البربر لانهزم المسلمون، الذين استطاعوا استيعاب الهجوم وردوه بهجوم عكسي تحقق به النصر للمسلمين، وقد خسر المسلمون في معركة صخرة جربيرة 700 قتيل. لم يكتف المنصور بذلك، فواصل هجومه حتى اقتحم برغش عاصمة قشتالة، ثم هاجم أراضي نافارا حتى أشرف على عاصمتهم بنبلونة، ثم رجع إلى قرطبة بعد أن أمضى 109 يوم في تلك الحملة العسكرية.

## وفاته وضريحه
توفي الحاجب المنصور في 27 رمضان 392 هـ في مدينة سالم وهو عائد من إحدى غزواته على برغش، التي أصيب فيها بجروح، وكان قد أوصى بأن يدفن حيث مات، ومازال ضريحه موجودا ويعرف بضريح الحاجب المنصور، كان يشتكي علة النقرس. وقد ترك المنصور من الولد اثنين عبد الملك وعبد الرحمن، غير ابنه عبد الله الذي قتله سنة 380 هـ. وقد ذكر لنا المؤرخون أربع من زوجاته على الأقل، وهن أسماء بنت غالب الناصري، والذلفاء أم ولده عبد الملك وتريسا بنت برمودو الثاني ملك ليون، وأوراكا ابنة سانشو الثاني ملك نافارا التي تزوجها عام 371 هـ، وأسلمت وسمّاها المنصور «عبدة» وهي أم ولده عبد الرحمن. وقد ترك المنصور من المال 54 بيتًا في مدينته الزاهرة، وقد بلغت غزواته التي غزاها بنفسه 57 غزوة، لم يهزم في أحدها قط.
وقد وضعت على قبره رخامة نُقِش عليها الأبيات التالية:
وقد خلفه في مناصبه ولده عبد الملك الذي سار على نهج أبيه إلى أن توفي عام 399 هـ، فخلفه أخوه عبد الرحمن الذي لم تدم فترته طويلاً حيث دخلت الأندلس في عهده في فترة من الاضطرابات بدأت بمقتله، واستمرت لأعوام وانتهت بسقوط الدولة الأموية في الأندلس وقيام ممالك الطوائف.

## أعماله

### العمارة

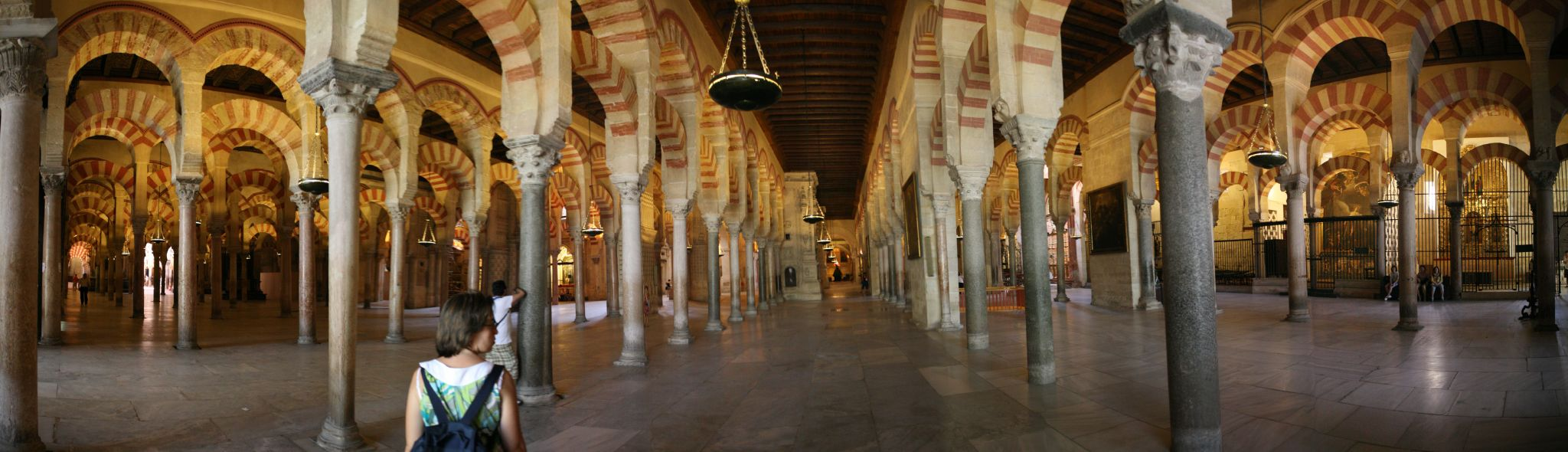
جامع قرطبة أضاف إليه المنصور عام 377 هـ جناحًا كبيرًا بعد أن زاد عدد سكان قرطبة بصورة كبيرة في عهده خاصة من البربر الذين دخلوا الأندلس قادمين من المغرب.

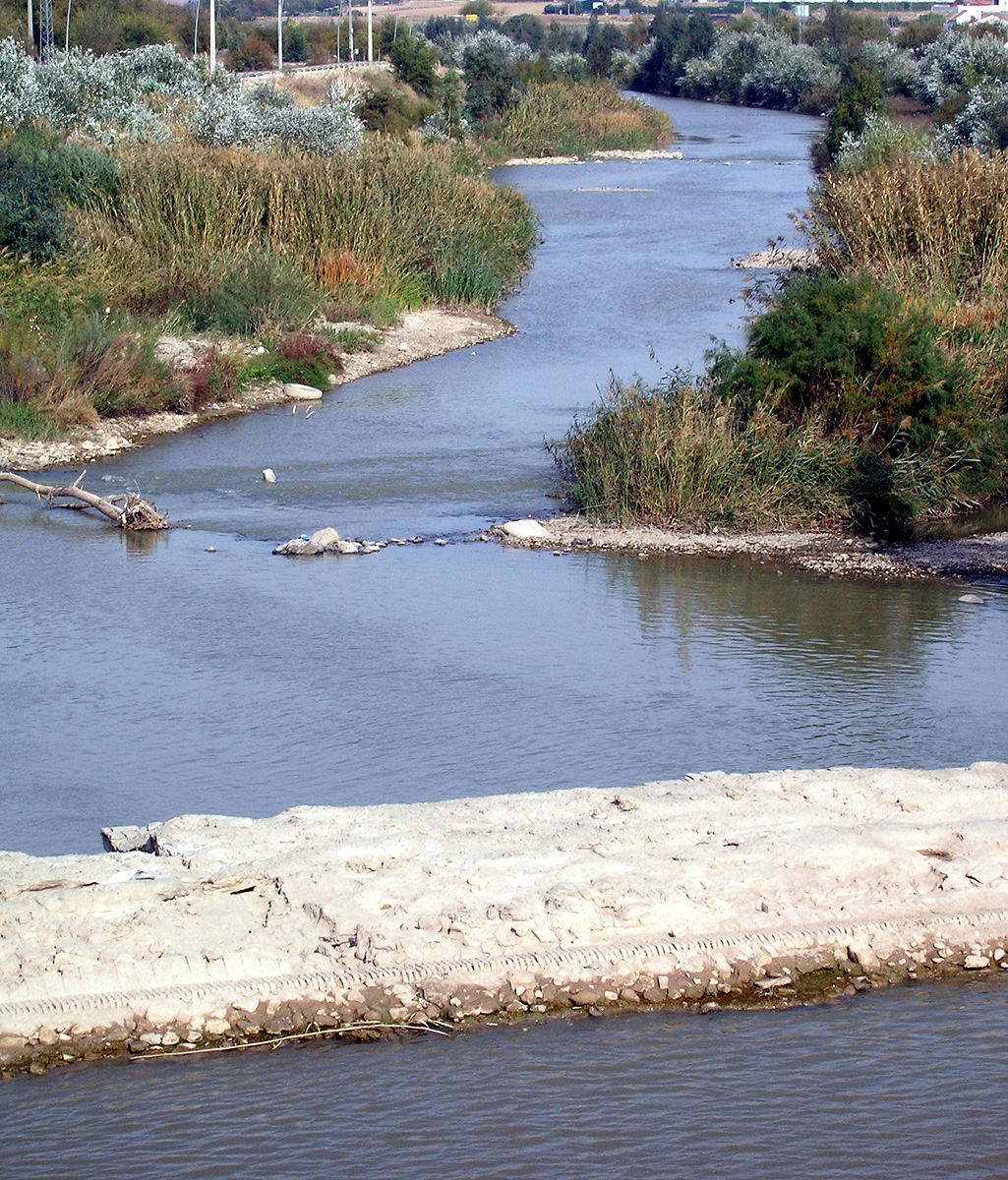
نهر شنيل بنى عليه المنصور قنطرة عند إستجة، إلا أنه لم يعد لها وجود الآن.

في عام 368 هـ، وفي إطار سعيه في استكمال استقلاليته في حكم الأندلس، بدأ الحاجب المنصور في بناء مدينته الزاهرة والتي نقل إليها دواوين الحكم وبنى فيها قصرًا لإقامته، بالغ في فخمته حتى كان استهلاك قصره يوميًا 12,000 رطل من اللحم غير الطيور والأسماك، وقد استغرق بناء المدينة نحو عامين. وفي عام 370 هـ، انتقل إليها المنصور هو وخاصته ومن ثمّ العامة، وشحنها بالأسلحة، وأقطع ما حولها للوزراء والقادة وكبار رجال الدولة حتى اتصل عمرانها بأرباض قرطبة، وعمّتها الحركة وانتشرت بها الأسواق. كما أرسل إلى العمال في الأندلس والمغرب بحمل أموال الجباية إليها.
وفي عام 377 هـ، أضاف الحاجب المنصور توسعة جديدة في شرقي المسجد الجامع بقرطبة، حتى بلغت أعمدة المسجد 1417 سارية، كما زاد من إنارته بإضافة الإنارة بالشمع مع ما كان عليه من الإنارة بالزيت، وقد حرص على أن يعوّض من تُؤخذ داره لتوسعة المسجد بأضعاف ما يطلب من المال، وإن بالغ في ذلك. فيُروى أن امرأة كانت تسكن في بيت فيه نخلة بجوار المسجد دخل في نطاق التوسعة الجديدة، قد أبت صاحبته أن تبيعه إلاَّ إذا جُعل لها منزل آخر فيه نخلة كالذي تملكه، فأمر المنصور بشراء بيت لها فيه نخلة كما أرادت، حتى ولو أتى ذلك على بيت المال، ثم أضاف بيتها إلى حدود المسجد. وبدأ في سنة 387 هـ بتجديد قنطرة قرطبة، وانتهى منها في 389 هـ، وأنفق عليها 140,000 دينار، كما أضاف قنطرة أخرى على نهر شنيل. كما اتسعت قرطبة في عهده حيث قدّر إحصاء دواوين دولته عدد دور قرطبة وأرباضها في عهده 213,077 دار للعامة، و60,300 دار للأكابر والوزراء والكتاّب والقادة والحاشية، إضافة إلى 80,455 حانوت.

### الجيش
اهتم المنصور بالجيش، وبالغ في الاعتماد على البربر ومرتزقة الإسبان النصارى فيه، حتى بلغ عدد الفرسان البربر القادمين من المغرب في حرس الديوان 3,000 فارس إضافة إلى 2,000 من العبيد السود. كما وصل جملة الفرسان المرتزقة وقت السلم 12,100 فارس، إضافة إلى حرسه الخاص الذين بلغوا 600 رجل، وجنده المشاة الذين كانوا ينتظمون في حملاته والذين بلغ عددهم 26,000 جندي، وفي وقت الحملات العسكرية، يزيد الفرسان حتى بلغوا أحيانًا 46,000 فارس والمشاة إلى 100,000 رجل. مما دعاه في آخر عهده للاستغناء عن التجنيد الإجباري في حملاته، والاكتفاء على الجنود النظاميين. هذا غير 4,000 جمل يستخدمها الجيش في حمل العتاد والمؤن في الحملات العسكرية، كما اهتم بالأسطول فأمر بإنشاء دار جديدة لصناعة السفن في قصر أبي دانس.
اهتم المنصور أيضًا بتوفير مستلزمات جيشه، فأنشأ دور للصناعات الحربية التي تُمدّ جيشه بالسلاح والتي تعمل على مدار العام، فكانت دار الترّاسين تنتج 13,000 ترس و12,000 قوس و20,000 من النبل، و3,000 خباء كل عام.
كما بلغ استهلاك خيله نحو ألف مُدّ من الشعير كل عام،

### الاقتصاد والأمن
نجح المنصور في إدارة شؤون البلاد الاقتصادية، وشهدت البلاد في عهده رواجًا اقتصاديًا وزاد دخل الدولة حتى بلغت الضرائب العادية في أواخر عصره 4,000,000 دينار، بل وبلغت جباية قرطبة في عهده 3,000,000 دينار. إضافة إلى رسوم المواريث وأموال السبي والغنائم. وقد أدت حالة الرواج الاقتصادي تلك، التي نتجت عن الغنائم والسبي إلى عزوف شباب الأندلس عن الزواج من الأندلسيات، لرخص ثمن الأسيرات من بنات الإفرنج. كما بلغ إجمالي الإنفاق العام للدولة نحو 3,500,000 دينار. وبلغ إنفاق المنصور الشهري وحده على قصوره وقصور الخلافة 200,000 دينار، تزداد في وقت الحملات إلى 500,000 دينار في الشهر.
أما عن الحالة الأمنية، فقد استطاع المنصور أن يضبط أحوال البلاد الأمنية منذ بداية عهده بعدما ولاّه الخليفة على حاكمية قرطبة بعد عزل محمد بن الحاجب المصحفي، فأوكلها ابن أبي عامر إلى ابن عمه عمرو بن عبد الله بن أبي عامر الشهير بعسكلاجة، الذي أنهى حالة الانفلات الأمني التي سادت بداية خلافة الخليفة هشام المؤيد بالله، كما كان لميكافيليته من استخدام كل الوسائل المتاحة لكي يتمكن من السيطرة على السلطة، بما في ذلك سلاح الاغتيال وإزهاق الأرواح دون تردد أثره في اختفاء التمردات الداخلية في الأندلس طوال عهده تقريبًا.

### علاقاته الدبلوماسية
لم يشهد عهد الحاجب المنصور نفس الزخم الذي ساد الحياة الدبلوماسية في عهد الخليفتين عبد الرحمن الناصر لدين الله والحكم المستنصر بالله، فلم تزد الزيارات الدبلوماسية إلى بلاطه عن زيارة من قبل برمودو الثاني ملك ليون عام 375 هـ، طلبًا لمعاونة المنصور لبرمودو في مقاومته لتمردات نبلاء مملكته الخارجين عليه، وقد أجابه المنصور لذلك. ونتج عن تلك الزيارة مصاهرة بزواج المنصور من تريسا ابنة برمودو لتوثيق أصر الصداقة بين الرجلين. وبعد هزائمه المتوالية أمام المنصور، اضطر سانشو الثاني ملك نافارا لطلب الصلح وزار بنفسه قرطبة في عدد من كبار رجال دولته في 3 رجب عام 382 هـ.

## شخصيته

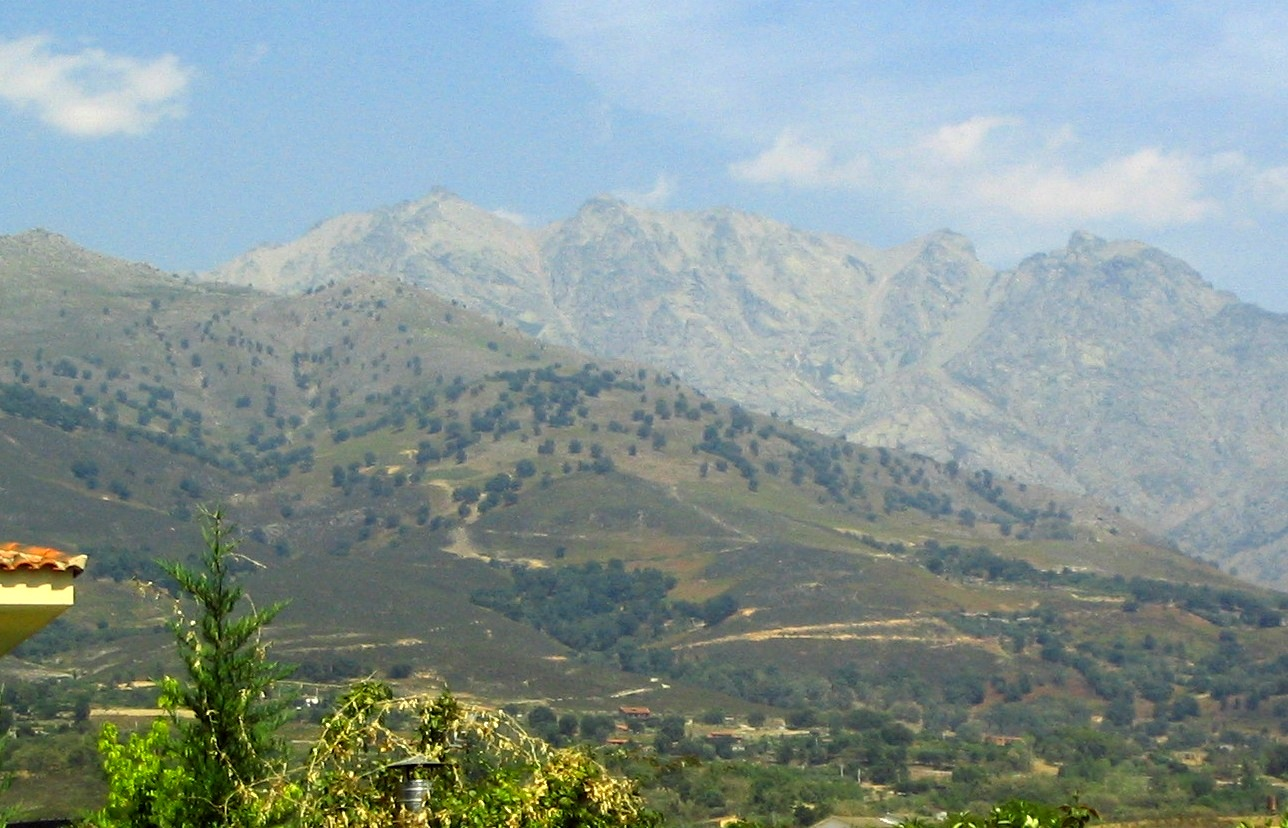
قمة المنصور سُميت باسم الحاجب المنصور تخليدًا لاسمه.

وصفه ابن الأثير قائلاً: «وكان شجاعًا، قوي النفس، حسن التدبير، وكان محبًا للعلماء، يُكثر مجالستهم ويناظرهم، وقد أكثر العلماء ذكر مناقبه، وصنّفوا لها تصانيف كثيرة.» وقال عنه ابن خلدون:«وكان ذا عقل ورأي وشجاعة، وبصر بالحروب، ودين متين» وقال عنه ابن الخطيب: «وكان مهيبًا وقورًا، فإذا خلا كان أحسن الناس مجلسًا، وأبرّهم بمن يحضر منادمًا ومؤانسًا. وكان شديد القلق من التبسط عليه، والدالة والامتنان، لا يغفرها زلة، ولا يحلم عنها جريرة، ولم يكن يسامح في نقصان الهيبة، وحفظ الطاعة أحدًا من ولدٍ ولا ذي خاصة، دعاه ذلك إلى قتل ولده عبد الله بالسيف صبرًا بما هو معروف.» كما نقل محمد عبد الله عنان في كتابه «دولة الإسلام في الأندلس» عن المؤرخ الإسباني مننديث بيدال تعليقه على عصر المنصور قائلاً: «عاش الإسلام في إسبانيا أروع أيامه وأسطعها، وانتهى مسيحيي الشمال إلى حالة دفاع كانت دائمًا مقرونة بالمحن، ولاح كأنهم لم يعيشوا إلا لتأدية الجزية والسلاح والأسرى والمجد للخلافة الأموية.» كذلك عُرف عنه كرمه وكثرة إنفاقه، فكانت مائدته منصوبة دومًا لمن يزور داره.
مع ما كان عليه من الهيبة والرهبة، فقد كان له حلم واحتمال. ويروى أنه خطّ بيده مصحفًا كان يحمله معه في أسفاره ويتبرك به، كما كان يجمع ما علق بوجهه من غبار معاركه حتى تجمّعت له صُرة كبيرة أوصى أن تُدفن معه عند موته. اتصف المنصور أيضًا بالعدل حتى على أقرب الناس إليه. وكان يُكنّ حبًا واحترامًا للعلماء والأدباء، فكان مجلسه دائمًا بأهل العلم والأدب والشعر، كما كانت له هباته للأدباء والشعراء على ما يبدعونه، ولعل أشهرها إجازته لصاعد البغدادي بخمسة آلاف دينار عن كتابه «الفصوص في الآداب والأشعار والأخبار»، وأمره له بأن يقرأه على الناس في مسجد الزاهرة. إلا أنه كان شديدًا على من يشتغل بالفلسفة أو الجدال أو التكلم في النجوم أو الاستخفاف بشيء من أمور الشريعة، بل وحرق ما كان في مكتبة الحكم من كتب الدهرية والفلاسفة.
وقد روى ابن عذاري عن نجدته للمسلمين أنه بلغه وجود أسيرات مسلمات لدى غارسيا سانشيز الثاني ملك نافارا رغم أنه كانت بينهما معاهدة تنص على ألا يستبقي غارسيا لديه أسرى من المسلمين، فأقسم أن يجتاح أرضه لنكثه بالعهد، ولما خرج المنصور بجيشه، وبلغ غارسيا خروجه. أسرعت رسل غارسيا تستفسر عن سبب الغزو، فأعلموهم بخبر الأسيرات المسلمات، فردّهن غارسيا معتذرًا بعدم علمه بهن، وبأنه هدم الكنيسة التي كانت تحتجزهن كاعتذار منه على ذلك، فقبل منه المنصور ذلك وعاد بالأسيرات.
ومع ما كان فيه من الخلال، إلا أنه معاقرًا للخمر غير أنه أقلع عنها قبل وفاته بسنتين. وللمنصور شعر جيد، منه ما قاله مفاخرًا:
وظهر تميزه في النثر من خلال الاعتماد على الحجة، والإفصاح البليغ عن آرائه وأهدافه وفلسفته ورؤيته، واعتماده أسلوبًا يقوم على الترسل غير المتكلف، فقد كان أديباً محسناً وعالماً متفنناً، ومن رسائله المشهورة ما كتبه إلى من فر عنه من جنوده، وجاء فيها:
| المنصور بن أبي عامر | وكثيراً ما فرط من قَوْلكُم، وسبق من عزمهم، إنَّكُم تجهلون قتال المعاقل والحصون، وتشتاقون ملاقاة الرِّجَال على العجول. فحين جَاءَكُم شانجه بالأمنية، وقاتلكم بالشرطية، وظهرت لكم رعلة الطَّائِفَة النَّصْرَانِيَّة، أنكرتم مَا عَرَفْتُمْ، ونفرتم ألفتم، حتى فررتم فرار اليعافير من آساد الغيل، وأجفلتم إجفال الرئال عن المقتنصين، فألحقتم العار بأنفسكم بعد اختيار لكم؛ وطرقتم الشر على أعناقكم، وضياعتم الحرماتكم، واحضرتم ذمتكم؛ فلا نعمتي رعيتم، ولا تزييني لكم حفظتم، ولا وجوهكم أبقيتم، ولا غضب الله ورسوله أتقيتم. | المنصور بن أبي عامر |

## في الأعمال الفنية

### التلفزيون
قدمت عدة أعمال عن هذه الشخصية التاريخية تلفزيونيا ومنها مسلسل «صبح والمنصور» وكان من إخراج انطوان ريمي وقد قدمت شخصية صبح الفنانة نضال الأشقر، كما قدمت في بداية الثمانينات مسلسل مصري تحت عنوان «الصعود إلى القمة»، وقد قدم الشخصية الممثل محمد وفيق وقد تميز إنتاجه وإخراجه بالنسبة إلى مستوى تلك الفترة والمسلسل من إخراج صلاح أبو هنود وتأليف وليد سيف وكان هذا في عام 1985. وفي عام 1989، أنتج مسلسل تلفزيوني مصري بعنوان «فتى الأندلس» تناول حياة المنصور بن أبي عامر، وقد جسد شخصيته في هذا المسلسل الممثل يوسف شعبان. وفي عام 2003، أنتج مسلسل تلفزيوني حول محمد بن أبي عامر اسمه «ربيع قرطبة»، وهو مسلسل تاريخي عربي سوري من تأليف وليد سيف، وإخراج حاتم علي، لعب فيه الممثل تيم حسن دور محمد بن أبي عامر.

### القصص
المنصور شخصية رئيسية في الرواية التاريخية السفن الطويلة من قبل الكاتب السويدي فرانس جنر بنجتسون. يشمل الكتاب على ثلاثة فصول تجري لمسلمي أيبيريا تحت حكم المنصور، ويصف فايكنج سكانيا الذين قبض عليهم المورو أثناء غارة في أيبيريا، وجعلوهم خدم في القادس كعبيد. وفيما بعد أصبحوا مرتزقة في حراسة المنصور، وفي النهاية نجحوا في الفرار والعودة إلى الدنمارك بعد مشاركته في غزو سانتياغو دي كومبوستيلا.

## ملاحظة
1. ↑  السنة بالضبط غير معروفة، ويمكن أن تكون مابين 938 و939.[1]
2. ↑  أشار برياني إلى أن ليلة 30 سبتمبر هي وفاة الخليفة. وسبب الاختلاف إلى أن اليوم القمري عند المسلمين يبدأ من المساء إلى آخر نهار اليوم التالي، وبالتالي لا يتزامن مع اليوم الشمسي.[47]
3. ↑  الابن الأصغر والمفضل لدى عبد الرحمن الثالث III.[63]
4. ↑  Castellanos Gómez disiente con la identificación de los objetivos de las dos primeras campañas de Almanzor e indica que la primera atacó بانيوس دي مونتيمايور y la segunda, La Muela, cerca de قلعة النسور.[83]
5. ↑  تم إعدام المتآمر، لكن وصل ابنه إلى منصب الخليفة أثناء الفتنة باسم محمد الثالث.[101]
6. ↑  دمرت المدينة بالكامل خلال انتفاضة محمد الثاني المهدي ضد هشام في بداية الحرب الأهلية سنة 1009.[103]